# Дубові насадження (Костопільський район, кв. 32)
Дубо́ві наса́дження — лісове заповідне урочище в Україні. Розташоване в межах Костопільського району Рівненської області. 
Площа 12 га. Створене рішенням Рівненського облвиконкому № 343 від 22.11.1983 року.  Землекористувач: ДП «Костопільський лісгосп» (Моквинське лісництво, кв. 32, вид. 4). 
В урочищі охороняються високопродуктивні дубово-соснові насадження з домішками берези та граба. Вік дерев понад 160 років. Підлісок утворює ліщина звичайна, є підріст граба. У трав'яному покриві переважають квасениця звичайна, анемона дібровна, зірочник ланцетоподібний, чорниця, ожика волосиста та інші види.